# モーガン・ロジャーズ
モーガン・エリオット・ロジャーズ（英語: Morgan Elliot Rogers、2002年7月26日 - ）は、イングランド・ヘイルソーウェン出身のサッカー選手。プレミアリーグ・アストン・ヴィラFC所属。ポジションはFW。

## クラブ歴
ヘイラス・ホークス・ジュニアFC U-9からウェスト・ブロムウィッチ・アルビオンFCの下部組織に移籍。2019年2月6日にFAカップでウェズ・フーラハンに代わって途中出場し選手初出場。
2019年8月1日にマンチェスター・シティFCに移籍。
2021年1月4日、半年の契約でフットボールリーグ1のリンカーン・シティFCに期限付き移籍。同月9日に移籍後初出場、26日に移籍後初得点を記録した。3月には7試合3得点を記録しEFL月間最優秀若手選手賞を受賞した。
同年8月23日、EFLチャンピオンシップのAFCボーンマスに買取オプションつきで1シーズンの期限付き移籍。
2023年1月4日、ブラックプールFCにシーズン終了までの期限付き移籍。
2023年7月7日、ミドルズブラFCに移籍。
2024年2月1日、生まれ故郷である、ウェスト・ミッドランズを本拠地とするアストン・ヴィラFCへの移籍を発表。2月3日、5-0の勝利を収めたシェフィールド・ユナイテッドFCとのアウェー戦で終盤に交代出場しプレミアリーグデビューを果たした。4月6日、ブレントフォードFCとの3-3の引き分けとなったこの一戦でロジャースはアストン・ヴィラでの初ゴールを決めた。11月20日、アストン・ヴィラとの2030年までの契約延長を発表。

## 代表歴
イングランド代表としてU-15から選出されている 。
U-16代表としてはモンテギュー国際大会に出場している。U-17代表としては2018年9月に行われたベルギー代表戦でハットトリックを記録している。2019年4月にはUEFA U-17欧州選手権2019のメンバーに選出された。
U-18代表としては2019年9月6日に初出場。
U-20代表としては2021年9月6日に初出場。
2024年11月、ブカヨ・サカ、フィル・フォーデンらの離脱による追加招集を受け、UEFAネーションズリーグに臨むイングランド代表メンバーに初招集。11月14日、3-0で勝利したアウェー、ギリシャ代表戦で後半途中から出場しフル代表デビューを果たした。

## エピソード
- ミドルスブラ時代から寒い時にするような腕を組んで肩をさするゴールセレブレーションを行っており、これはマンチェスター・シティのアカデミー時代の元チームメイトであるコール・パーマーにも真似されている。ロジャースは「ああ、彼は間違いなく僕の真似をしたんだ！（笑）これは僕のセレブレーションだよ。（セレブレーションを行った）時期を見ればわかるけど、僕が先にやったんだよ（笑）」と冗談めかしに語っており、パーマーも「僕の友達のMorgz（ロジャース）がミドルスブラでゴールを決めた時にやっていて、”僕もゴールを決めたらやるよ”と彼に言っていたんだ」と話している[21][22]。
- なお、このセレブレーションはロジャーズより先にNBAのアトランタ・ホークスに所属するトレイ・ヤングが行っており、ラッパーのクエイヴォが2018年のドラフト指名時に彼のコート上での冷静な姿を見て名付けたニックネーム「アイス・トレイ」にちなんだものとされている[23]。
- 好きなアメリカ人ミュージシャンは？という質問には「リル・ベイビー」と答えている[24]。

## 個人成績
2025年6月1日現在
| クラブ                                  | シーズン     | 背番号       | リーグ             | リーグ | リーグ | FAカップ | FAカップ | EFLカップ | EFLカップ | ヨーロッパ | ヨーロッパ | その他 | その他 | 合計 | 合計 |
| クラブ                                  | シーズン     | 背番号       | リーグ             | 出場   | 得点   | 出場     | 得点     | 出場      | 得点      | 出場       | 得点       | 出場   | 得点   | 出場 | 得点 |
| --------------------------------------- | ------------ | ------------ | ------------------ | ------ | ------ | -------- | -------- | --------- | --------- | ---------- | ---------- | ------ | ------ | ---- | ---- |
| ウェスト・ブロムウィッチ・アルビオンU21 | 2017–18      | —            | —                  | —      | —      | —        | —        | —         | —         | —          | —          | 1      | 0      | 1    | 0    |
| ウェスト・ブロムウィッチ・アルビオン    | 2018–19      | 51           | チャンピオンシップ | 0      | 0      | 1        | 0        | 0         | 0         | —          | —          | —      | —      | 1    | 0    |
| マンチェスター・シティU21               | 2019–20      | —            | —                  | —      | —      | —        | —        | —         | —         | —          | —          | 4      | 1      | 4    | 1    |
| マンチェスター・シティU21               | 2020–21      | —            | —                  | —      | —      | —        | —        | —         | —         | —          | —          | 1      | 0      | 1    | 0    |
| マンチェスター・シティU21               | 合計         | 合計         | 合計               | 0      | 0      | 0        | 0        | 0         | 0         | 0          | 0          | 5      | 1      | 5    | 1    |
| リンカーン・シティ（ローン）            | 2020–21      | 27           | リーグ1            | 25     | 6      | —        | —        | —         | —         | —          | —          | 3      | 0      | 28   | 6    |
| ボーンマス（ローン）                    | 2021–22      | 27           | チャンピオンシップ | 14     | 1      | 1        | 0        | 1         | 0         | —          | —          | —      | —      | 16   | 1    |
| ブラックプール（ローン）                | 2022–23      | 25           | チャンピオンシップ | 20     | 1      | 2        | 0        | —         | —         | —          | —          | —      | —      | 22   | 1    |
| ミドルスブラ                            | 2023–24      | 10           | チャンピオンシップ | 26     | 2      | 1        | 0        | 6         | 5         | —          | —          | —      | —      | 33   | 7    |
| アストン・ヴィラ                        | 2023–24      | 27           | プレミアリーグ     | 11     | 3      | —        | —        | —         | —         | 5          | 0          | —      | —      | 16   | 3    |
| アストン・ヴィラ                        | 2024–25      | 27           | プレミアリーグ     | 37     | 8      | 5        | 2        | 0         | 0         | 12         | 4          | —      | —      | 54   | 14   |
| アストン・ヴィラ                        | 合計         | 合計         | 合計               | 48     | 11     | 5        | 2        | 0         | 0         | 17         | 4          | 0      | 0      | 70   | 17   |
| キャリア合計                            | キャリア合計 | キャリア合計 | キャリア合計       | 133    | 21     | 10       | 2        | 7         | 5         | 17         | 4          | 9      | 1      | 176  | 32   |

### 代表
[編集]
2025年6月7日現在
国際Aマッチ 6試合 0得点（2024年 - ）
| イングランド代表 | 国際Aマッチ | 国際Aマッチ |
| 年               | 出場        | 得点        |
| ---------------- | ----------- | ----------- |
| 2024             | 2           | 0           |
| 2025             | 4           | 0           |
| 合計             | 6           | 0           |

## タイトル

### クラブ
マンチェスター・シティ U18
- FAユースカップ：2019–20

### 個人
- EFLリーグ1月間最優秀若手選手：2021年3月
- EFLカップ得点王: 2023–24
- アストン・ヴィラ ヤング・プレイヤー・オブ・シーズン:2024-25
- アスレティック紙プレミアリーグ年間最優秀若手選手賞:2024-25
- PFA年間最優秀若手選手賞: 2024-25